# Alvin M. Weinberg

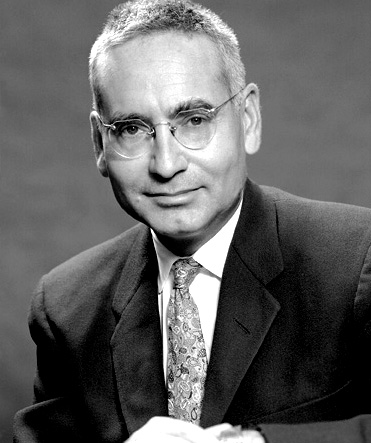
Alvin M. Weinberg, etwa 1960

Alvin Martin Weinberg (* 20. April 1915 in Chicago; † 18. Oktober 2006 in Oak Ridge, Tennessee) war ein US-amerikanischer Reaktorphysiker und Wissenschaftsorganisator. Er erfand den Druckwasserreaktor.

## Biographie
Alvin Weinberg war der Sohn von russisch-jüdischen Einwanderern, sein Vater, ursprünglich ein Schneider, arbeitete sich bis zum leitenden Angestellten einer Kleiderfabrik in Chicago nach oben.
Weinberg jr. wurde 1939 in mathematischer Biophysik von der University of Chicago promoviert. Während seiner anschließenden Mitarbeit bei der Abteilung für Metallurgie an der University of Chicago war er auch am Manhattan-Projekt beteiligt. Dort half er Eugene Wigner bei der Entwicklung der Hanford-Reaktoren, die Plutonium erzeugten. 1948 wurde er Forschungsleiter am Laboratorium in Oak Ridge. Von 1955 bis 1973 war er Direktor des Oak Ridge National Laboratory. In dieser Zeit leitete er die Forschung über den Einsatz von Isotopen in der Nuklearmedizin, die Folgenforschung von Radioaktivität auf Menschen und die Auswirkungen der nuklearen Energieerzeugung auf die Umwelt. Die Konzeption seiner Druckwasserreaktoren wurde zum Standard in den Atom-U-Booten der US-Flotte und später bei der Kernenergie-Elektrizitätsproduktion (den anderen Leichtwasserreaktor-Typ, den Siedewasserreaktor, erfand Samuel Untermyer II).
Ein Projekt, das Weinberg besonders am Herzen lag, war ab 1965 die Entwicklung eines Flüssigsalzreaktors, der als thermischer Thoriumbrüter arbeiten sollte. Er warnte seit 1972 vor Gefahren bei Leichtwasserreaktoren und schnellen Brutreaktoren sowie ausufernden Kosten bei der Entwicklung des "Schnellen Brüters". Nach Angaben in seinen Memoiren (1994) wurde ihm daraufhin der Rücktritt als ORNL-Direktor nahegelegt. Das Flüssigsalzreaktorprojekt wurde nach einer Evaluierung 1973 nicht weiter gefördert.
1963 verfasste er als Vorsitzender von John F. Kennedy’s Panel of Science Information-Komitee den Report mit dem Titel Science, Government, and Information mit Vorschlägen zur Verbesserung der Informationsvermittlung zwischen Wissenschaft und Öffentlichkeit, der auch nach ihm als Weinberg-Report benannt wurde. Weinberg war ein einflussreicher Regierungsberater, der insbesondere die Notwendigkeit von Großforschungszentren betonte und dazu Begriffe wie „Big Science“, „Technological Fix“ und „Trans-Science“ prägte.
Weinberg war Mitglied der National Academy of Sciences, der National Academy of Engineering' (1975) und der American Philosophical Society (1977). Am 18. Mai 1960 wurde ihm zusammen mit Walter Henry Zinn der Atoms for Peace Award verliehen. Ebenfalls 1960 wurde Weinberg in die American Academy of Arts and Sciences gewählt. 1991 erhielt er den Eugene P. Wigner Reactor Physicist Award.
Seit 1995 wird von der American Nuclear Society jährlich die Alvin M. Weinberg Medal für Leistungen bei der Förderung des Verständnisses um die sozialen Auswirkungen von Kernkraft verliehen.

## Schriften
- Mit Eugene P. Wigner: The Physical Theory of Neutron Chain Reactors. University of Chicago Press, Chicago 1958.
- Reflections on Big Science. M.I.T. Press, Cambridge (Mass.) 1967.
  - Übersetzung: Probleme der Großforschung. Suhrkamp, Frankfurt am Main 1970.
- The First Nuclear Era: The Life and Times of a Technological Fixer. AIP Press, Woodbury (NY) 1997, ISBN 1-563-96358-2.
- Wissenschaft, Regierung und Information. Genehmigte deutsche Übersetzung des Weinberg-Berichts, The White House, January 10, 1963, Hrsg.: DGI/DGD mit Vorwort von Erich Pietsch.